# Thomas McKenna
Thomas Patrick McKenna, (Mullagh (County Cavan), 7 september 1929 - Londen, 13 februari 2011) was een Iers acteur, bekend door zijn film- en televisiewerk sinds de jaren 50 van de 20e eeuw.
Naast (gast-) optredens in BBC-series als All Creatures Great and Small -in Nederland beter bekend als James Herriot-, Doctor Who en Inspector Morse speelde hij rollen in de films Ulysses en Straw Dogs. Ook werkte hij mee aan verschillende hoorspelen, die uitgezonden werden door BBC Radio 4.
McKenna geldt als een van de beste Ierse vertolkers van het werk van de schrijver James Joyce.